# Integrity
Integrity es una banda de hardcore, originaria de Cleveland, Ohio, Estados Unidos, formada en el año de 1987 bajo el nombre inicial de Diehard, que brevemente usarían. Han lanzado hasta la fecha diez álbumes de estudio, numerosos EP, colaboraciones y material audiovisual.
Son considerados como pioneros del metalcore, generando influencias para el género y/o bandas como Hatebreed, Terror, Converge, y Unearth. Su música es descrita como un sonido intenso que combina el hardcore punk rápido, el heavy metal, el blues, el thrash y los riffs angulosos y ruidosos de la guitarra. Su temática mezcla además matices religiosos oscuros, el uso prominente de solos de guitarra, voces ásperas, samples e influencias de industrial, noise y experimental. Sumada a líricas sobre la religión, lo sobrenatural, el arte, la filosofía, el horror, enfermedades mentales y ocultismo.
Su álbum más reciente: Howling, For the Nightmare Shall Consume fue lanzado en julio del 2017, por Relapse Records.

## Miembros
Miembros actuales
- Dwid Hellion – voces, teclados (1988–presente)

Miembros de apoyo
- Alex "The Beast" Henderson – batería (2011–presente)
- Francis Kano – bajo (2017–presente)
- Justin "Sexman" Ethem – guitarras (2018–presente)

Miembros anteriores
- Aaron Melnick – guitarras, voces (1988–1998)
- Frank Cavanaugh – guitarras (1991)
- Bill Mckinney – guitarras (1991)
- Chris Smith (II) – guitarras (1991–1994)
- Frank "3 Gun" Novineck – guitarras (1994–1998)
- Dave "Gravy" Felton – guitarras (1998–2000)
- Vee Price – guitarras, voces (2000–2002)
- Blaze Tischko – guitarras, voces (2003)
- John Comprix – guitarras (2003)
- Mike Jochum – guitarras (2003, 2005–2009)
- Matt Brewer – guitarras (2004–2010)
- Rob Orr – guitarras, bajo, batería (2009–2014)
- Domenic Romeo – guitarras, bajo, órgano (2014–2023)
- Tom Front – bajo (1988–1989)
- Leon "Micha" Melnick – bajo (1989–1998)
- Craig Martini – bajo (1998–2000)
- Brandon Stearns – bajo (2000–2002)
- Steve Rauckhorst – bajo (2002–2003, 2005–2010)
- Tonny "Chubby Fresh" Pines – batería (1988–1991, 1994–1995, 2003)
- David Nicholi Araca – batería (1991–1994)
- Robert Zieger – batería (1995–1996)
- Chris Dora – batería (1996–1998)
- Steve Felton – batería (1998–2000)
- Adam Gontier – batería (2000–2002)
- Nate Jochum – batería (2005–2011)

## Influencias
Las influencias de Integrity incluyen a Judge, Celtic Frost, Septic Death, Black Sabbath, Samhain, Metallica, Joy Division, Bauhaus, y Throbbing Gristle.

## Discografía
Álbumes de estudio
- Those Who Fear Tomorrow (1991, Overkill)
- Systems Overload (1995, Victory)
- Humanity is the Devil (1996, Victory)
- Seasons in the Size of Days (1997, Victory)
- Integrity 2000 (1999, Victory)
- Closure (2001, Victory)
- To Die For (2003, Deathwish)
- The Blackest Curse (2010, Deathwish)
- Suicide Black Snake (2013, A389/Magic Bullet)
- Howling, For the Nightmare Shall Consume (2017, Relapse)
- All Death Is Mine: Total Domination (2024, Relapse)

EP y sencillos
- Off the Bat Demo (1987)
- Harder They Fall Demo (1989)
- In Contrast of Sin (1990, Victory)
- Grace of the Unholy (1990, Progression)
- Kingdom of Heaven (1992, Overkill)
- Integrity (1992)
- Hooked, Lung, Stolen Breath Cunt (1995)
- Septic Death Karaoke (1995, Blood Book)
- Project: Regenesis (2000, East Coast Empire)
- Walpürgisnacht (2008, A389)
- We Are the End (2010, Magic Bullet)
- Grace of the Unholy (2010, A389)
- Evacuate (2012, A389)
- Kingdom of Heaven (2012, A389)
- Detonate Worlds Plague (2012, Holy Terror)
- Beyond the Realm of the Witch (2014, A389)
- Deathly Fighter (A Tribute to R.U.G.) (2016, Decibel Magazine)
- All Death Is Mine (2019, Adult Swim Singles Club)

Splits
- Integrity / Mayday - Les 120 Journees De Sodome (1992, Endgame)
- Integrity / Psywarfare (1996, Victory)
- Integrity / Kids of Widney High (1996, Blood Book)
- Integrity / Hatebreed (1997, Stillborn)
- Integrity / Lockweld (1998, Victory)
- Integ2000 / Fear Tomorrow (1999, East Coast Empire)
- Integrity / AVM (2009, Holy Terror)
- Integrity / Creepout - Love Is... The Only Weapon (2009, Jukeboxxx)
- Integrity / Rot In Hell - Black Heksen Rise (2011, TDON)
- Integrity / Gehenna (2012, Holy Terror)
- Integrity / VVegas (2014, A389 Records)
- Integrity / Power Trip (2015, Magic Bullet)
- Integrity / Krieg (2018, Relapse Records)
- Integrity / Psywarfare (2019)

## Videografía
Álbumes en vivo
- Palm Sunday (2005, Aurora Borealis)
- Always Is Always Forever (2005, Van Hellion)
- Live at This Is Hardcore Fest MMXVI (2017)

Videoclips
- "Dawn of a New Apocalypse" (1992)
- "In Contrast of Sin" (1992)
- "Micha: Those Who Fear Tomorrow" (1992)
- "Eighteen" (1993)
- "Incarnate 365" (1995)
- "Judgement Day" (1995)
- "Systems Overload" (1995)
- "To Die For" (2003)
- "Black Heksen Rise" (2012)
- "I Am the Spell" (2017)
- "Hymn for the Children of the Black Flame" (2017)
- "7 Reece Mews" (2017)
- "Burning Beneath The Devil's Cross" (2017)
- "Scorched Earth" (2018)
- "Sons Of Satan" (2018)
- "Document One" (2018)